# Leerwegondersteunend onderwijs
Het Nederlandse leerwegondersteunend onderwijs (lwoo) is bedoeld voor leerlingen die extra begeleiding behoeven in een van de leerwegen van het voorbereidend middelbaar beroepsonderwijs en behoort tot deze opleidingsvorm van voortgezet onderwijs.
Het lwoo heette tot en met schooljaar 1991-1992 individueel beroepsonderwijs (ibo). Vanaf schooljaar 1992-1993 tot en met schooljaar 1997-1998 heette het individueel voorbereidend beroepsonderwijs (ivbo).
Sinds 1 januari 2016 valt leerwegondersteunend onderwijs (lwoo), net als praktijkonderwijs (pro) onder de verantwoordelijkheid van de samenwerkingsverbanden voortgezet onderwijs. Dit is een gevolg van de Wet passend onderwijs, die ingevoerd is op 1 augustus 2014.
Lwoo-leerlingen volgen meestal een van de reguliere vormen van vmbo. Op sommige scholen zijn er aparte lwoo-klassen, op veel scholen zitten lwoo-leerlingen in reguliere klassen. Doordat scholen extra financiering krijgen voor lwoo-leerlingen, kunnen de klassen kleiner zijn en krijgen de leerlingen zo meer individuele aandacht.

## Indicatie
Leerlingen in het lwoo hebben doorgaans een zogenaamde lwoo-indicatie. Dat wil zeggen dat uit onderzoek blijkt dat zij voldoen aan bepaalde criteria die betrekking hebben op leerachterstand, IQ en sociaal-emotionele problematiek.
Voor het lwoo bestaan de volgende criteria:
- De leerling moet een leerachterstand hebben op ten minste twee van de volgende vier domeinen: inzichtelijk rekenen, begrijpend lezen, technisch lezen en spellen, waarbij een combinatie van spellen en technisch lezen niet telt.
- En een IQ dat ligt tussen de waarden 75 tot en met 90.
- Of een IQ dat ligt tussen de waarden 91 tot en met 120 en met een sociaal-emotionele problematiek.

Voor de scholen in het vmbo is de lwoo-indicatie van belang omdat ze van de overheid extra middelen krijgen voor het verlenen van de extra begeleiding op basis van het aantal leerlingen met een indicatie in het voorafgaande schooljaar.

Dit komt overeen met opleidingsvorm drie van het buitengewoon secundair onderwijs in Vlaanderen.
Voorheen waren dit de leerlingen die de scholen bezochten voor vso-lom (voortgezet speciaal onderwijs voor leerlingen met leer- en opvoedingsmoeilijkheden) of het individueel voorbereidend beroepsonderwijs (ivbo).